# Gmina Vladičin Han
Gmina Vladičin Han (serb. Opština Vladičin Han / Општина Владичин Хан) – jednostka administracyjna najniższego szczebla w Serbii, w okręgu pczyńskim. W 2011 roku zamieszkiwana przez 20 871 osób, niemal 90% mieszkańców stanowili Serbowie. W 2014 roku mieszkało tu 20 012 osób.
W 2007 roku mieszkało tu 22 639 osób. Powierzchnia gminy wyniosła 366 km², z czego 45,2% wykorzystywano do celów przemysłowych.

## Demografia

### Narodowości
Spis narodowości w 2011:
- Serbowie – 89,33% (18644),
- Romowie – 7,20% (1503)
- pozostali – 3,46% (724).

## Miejscowości
- Bačvište
- Balinovce
- Belanovce
- Beliševo
- Bogoševo
- Brestovo
- Dekutince
- Donje Jabukovo
- Dupljane
- Džep
- Garinje
- Gornje Jabukovo
- Gramađe
- Jagnjilo
- Jastrebac
- Jovac
- Kacapun
- Kalimance
- Kopitarce
- Kostomlatica
- Koznica
- Kržince
- Kukavica
- Kunovo
- Lebet
- Lepenica
- Letovište
- Ljutež
- Manajle
- Manjak
- Mazarać
- Mrtvica
- Ostrovica
- Polom
- Prekodolce
- Priboj
- Ravna Reka
- Rdovo
- Repince
- Repište
- Ružić
- Solačka Sena
- Srneći Dol
- Stubal
- Suva Morava
- Tegovište
- Urvič
- Vrbovo
- Zebince
- Žitorađe